# Lott Carey
Lott Cary (1780-1828) foi um escravo afro-americano e ministro da Igreja Batista.